# Le Film de l'intranquillité
Pour plus de détails, voir Fiche technique et Distribution.
Le Film de l'intranquillité (Filme do Desassossego) est un drame portugais réalisé par João Botelho d'après Le Livre de l'intranquillité de Fernando Pessoa (publié en 1982), sorti en 2010.

## Synopsis
Lisbonne, Rua dos Douradores, une chambre. Un homme inquiet rêve et théorise.

## Fiche technique
- Réalisation : João Botelho
- Scénario : João Botelho d'après Fernando Pessoa
- Photographie : João Ribeiro
- Pays d'origine :  Portugal
- Durée : 90 minutes
- Date de sortie : 29 septembre 2010

## Distribution
- Cláudio da Silva : Bernardo Soares
- Pedro Lamares : Fernando Pessoa
- 40 acteurs parmi lesquels Catarina Wallenstein, Margarida Vila-Nova, Ana Moreira, Rita Blanco et Laura Soveral

## Distinctions
- Prix du meilleur film et du meilleur acteur (Cláudio da Silva) par la Sociedade Portuguesa de Autores[1]